# Zoppè di Cadore
Zoppè di Cadore är en ort och kommun i provinsen Belluno i regionen Veneto i Italien. Kommunen hade 212 invånare (2018).